# Alien Carnage
 (mai 2019).
Si vous disposez d'ouvrages ou d'articles de référence ou si vous connaissez des sites web de qualité traitant du thème abordé ici, merci de compléter l'article en donnant les références utiles à sa vérifiabilité et en les liant à la section « Notes et références ».
Alien Carnage (ou Halloween Harry) est un jeu vidéo de plate-forme sorti en 1993 et qui fonctionne sous DOS. Développé par Interactive Binary Illusions et SubZero Software et édité par Apogee Software, le jeu a été conçu par John Passfield et Robert Crane. L'action se déroule dans un univers cartoonesque où la Terre est attaquée par des aliens qui veulent en prendre le contrôle en en transformant la population en zombies.
Certains des ennemis sont des parodies de monstre célèbres tel qu'Aliens et Gremlins voire de célébrité comme Elvis Presley. Le jeu utilise le mode VGA 256 couleurs et supporte un système musical proche du MOD (module).
À l'origine le jeu était nommé Halloween Harry, mais de peur que le jeu ne soit considéré comme un produit saisonnier et relatif à la fête d'Halloween, ce qui limiterait les ventes, le reste de l'année, Apogee a suggéré que le nom soit remplacé par Alien Carnage. Le jeu est distribué en freeware depuis mai 2007.
Il a pour suite Zombie Wars sorti en 1996.

## Système de jeu
Au cours du jeu, Harry, le héros, doit secourir des otages tout en éliminant les aliens envahisseurs en utilisant son lance flammes ou ses autres armes. Au lieu de sauter, Harry utilise un jetpack pour atteindre les plateformes supérieures, or, le carburant du jetpack est le même que celui de son lance-flammes, le joueur doit donc en faire un usage équilibré. Harry peut manger et boire pour regagner sa santé, et améliorer ses munitions en se rendant dans des armureries ; il doit, afin de pouvoir acheter ces munitions, récupérer l'argent laissé par ses victimes. Par ailleurs, il lui arrive de ramasser des power up aux effets divers et enfin, le joueur peut sauvegarder sa progression en utilisant des terminaux répartis tout au long des niveaux.